# Валле-де-Мэ
Природный резерват Валле-де-Мэ (фр. Réserve naturelle de la vallée de Mai, Майская долина) — природный парк площадью 19,5 га, расположенный на острове Праслен (Сейшелы) в центре Национального парка Праслен. С 1983 года является объектом Всемирного наследия ЮНЕСКО. Большую часть занимают хорошо сохранившиеся пальмовые леса в основном из эндемической сейшельской пальмы, семена которой являются крупнейшими среди всех растений, а также пяти других эндемических видов пальм. Фауна резервата включает эндемических птиц, млекопитающих, ракообразных, улиток и пресмыкающихся.

## История
18 апреля 1966 года Валле-де-Мэ получил официальный статус природного резервата после принятия Правил № 27 Сейшельских островов по защите диких птиц (в природных резерватах). В последующем данный статус был подтверждён в 1979 году Законом № 57 о природных парках и охране природы и Приказом о Национальном парке Праслен.
В 1983 году вошёл в число объектов Всемирного наследия ЮНЕСКО.

## Географические характеристики
Расположен в долине в центре острова. Долину, соединяющуюся с морем на западе и востоке от Валле-де-Мэ, образуют две реки — Нувелль-Де’Куверте и Фонд-Б’Оффэ. Река Фонд-Б’Оффэ впадает на западе а залив Святой Анны.
Климат парка — влажный тропический с небольшими колебаниями в годовом ходе температуры. Сухой сезон приходится на период юго-восточных муссонов (апрель — сентябрь), а влажный — на период северо-восточных муссонов (октябрь — март). Среднее годовое количество осадков на Праслене составляет 2200 мм.

## Флора

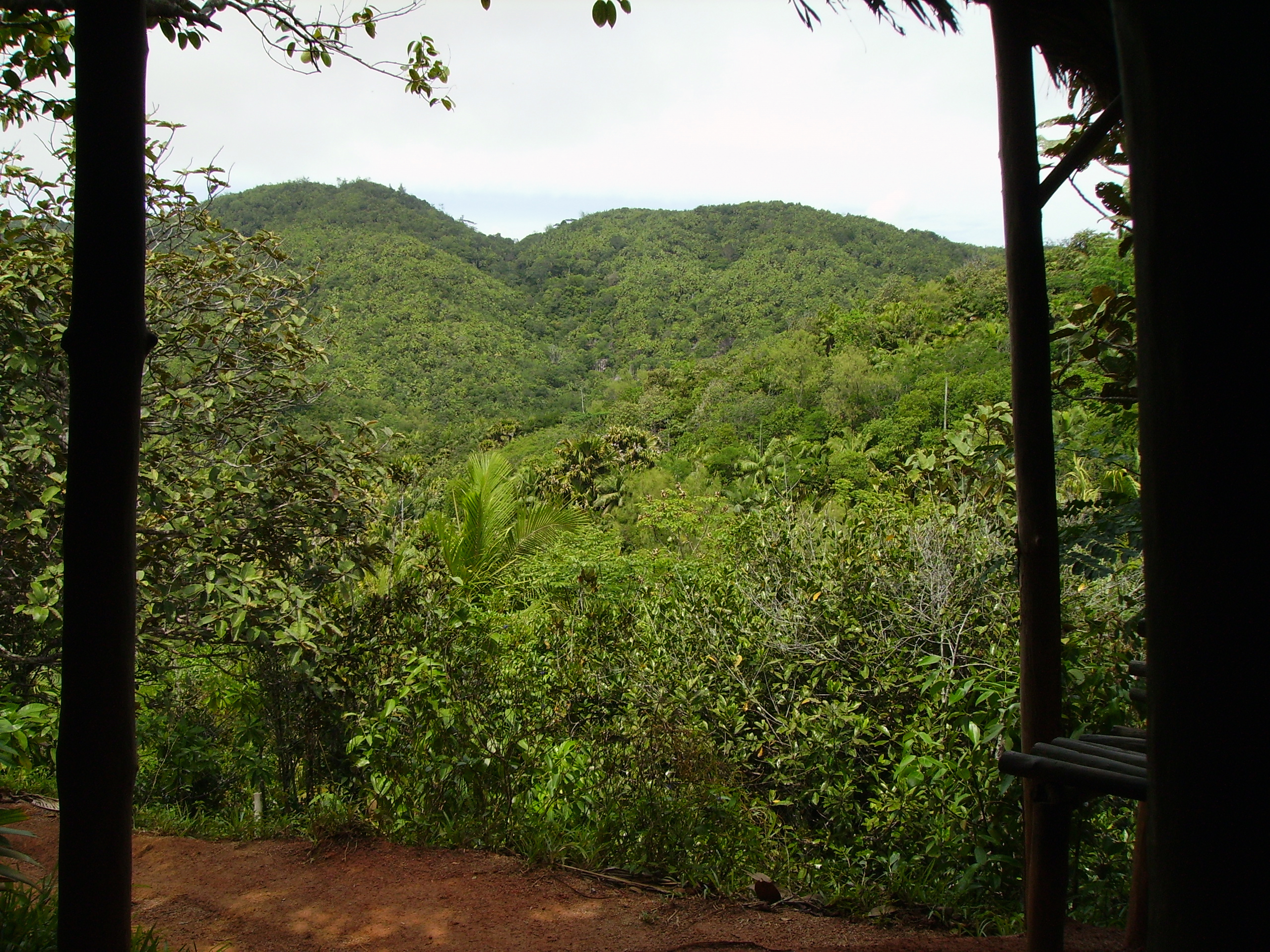
Валле-де-Мэ

Основным видов растительнсоти в парке является пальмовый лес, известный эндемической сейшельской пальмой (Lodoicea maldivica), семена которой являются самыми крупными среди всех растений. Самые высокие деревья достигают высоты 30-40 м. Все шесть эндемических видов пальм, встречающихся на Сейшелах, представлены в природном резервате Валле-де-Мэ. Помимо сейшельской пальмы, они включают Deckenia nobilis, Phoenicophorium borsigiana, Verschaffeltia splendida, Roscheria melanochaetes и Nephrosperma van-houtteana. Пальмовый лес перемешан с широколистными эндемическими видами: Northea hornei, Pandanus hornei, Drypetes riseleyi и Dillenia ferruginea. В открытых и каменистых местах растёт эндемическая осока Thorachostachyum floribundum, а в открытых болотистых местах внутри леса произрастает осока Scleria sumatrensis. На сухих холмах, пострадавших от эрозии почвы из-за дефорестации и лесных пожаров, растут Chrysobalanus icaco, Cymbopogon citratus, Tabebuia pallida, Dillenia ferruginea, Paragenipa lancifolia, Memecyclon elaeagni, Syzygium wrightii, Pandanus multispicatus, Deckenia nobilis, Intsia bijuga и Canthium bibracteatum.

## Фауна
На территории Валле-де-Мэ обитает эндемический подвид чёрного попугая Coracopsis nigra barklyi, обитающий только на острове Праслен и зависящий от пальмового леса парка. В 1994 году насчитывалось 108 видов птиц, среди которых: эндемический сейшельский бюльбюль (Hypsipetes crassirostris), синий голубь (Alectroenas pulcherrima), сейшельская нектарница (Nectarinia dussamieri), сейшельская пустельга (Falco araea) и эндемическая салангана (Collocalia francica elaphra). Экзотические птицы представлены индийской майной (Acridotheres tristis) и совой (Tyto alba affinis).
Из млекопитающих встречаются два местных вида — сейшельская летучая лисица (Pteropus seychellensis) и летучая мышь (Coleura seychellensis), а также насекомоядный тенрек (Tenrec ecaudatus), завезённый на Сейшелы из Мадагаскара.
Пресмыкающиеся представлены эндемическим хамелеоном (Chamaeleo tigris), сейшельской домовой змеёй Boaedon geometricus, сейшельской волчьей змеёй Lycognathophis seychellensis, а также завезёнными слепой змеёй Ramphotyphlops braminus, зелёными гекконами Phelsuma sundbergi и Phelsuma astriata, бронзовым гекконом Ailuronyx sechellensis и сцинками Mabuya sechellensis, Scelotes gardineri и Scelotes braueri. Из земноводных встречаются эндемическая лягушка Tachycnemius seychellensis и завезённая маскаренская лягушка Rana mascareniensis. Во влажном гумусе обитают шесть видов эндемических червяг. В речках водятся эндемический пресноводный краб Dekenia allaudi, большая пресноводная креветка Macrobacium lar, креветка Caridina sp. и единственный вид пресноводной эндемической рыбы — Pachypanchax playfairi. Известны два эндемических вида улиток — Stylodonta studeriana и Pachnodus arnatus.